# 스프레드 (음식)

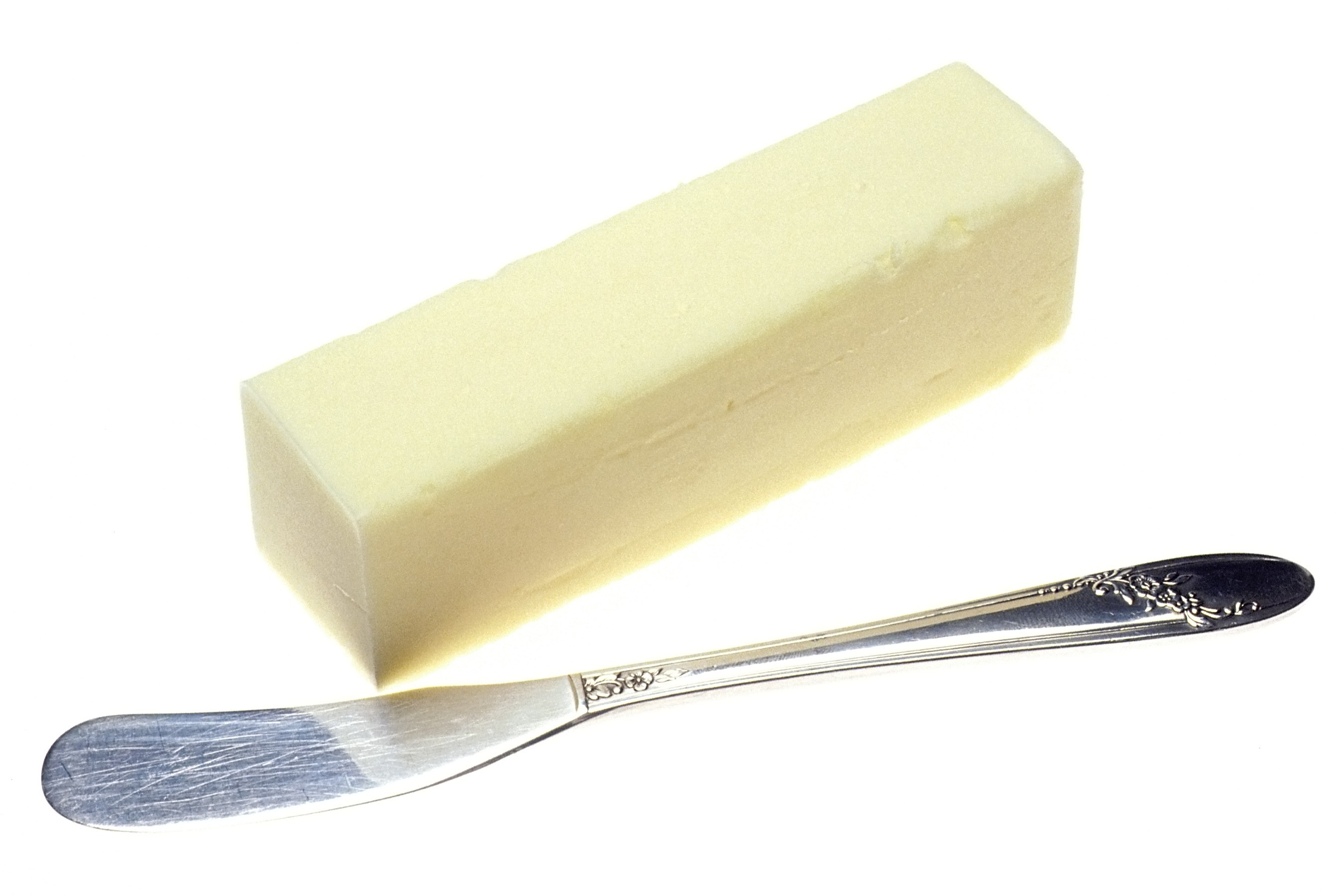

스프레드(spread)는 나이프를 사용해 빵이나 크래커 등에 바르는 음식을 말하며, 어원은 '펼치다'라는 의미를 가진 영어 단어 스프레드(spread)에서 유래했다. 주로 담백한 음식의 풍미 및 감촉을 높여주기 위해 사용되며, 음식을 찍어먹는 것이 아닌 음식에 발라먹는다는 점에서 포테이토칩이나 채소에 쓰이는 딥이나 멕시코 요리에 쓰이는 살사와는 구별된다.
재료로는 치즈나 크림, 버터 등 유제품이 주로 이용되며, 잼이나 훔무스 등의 식물을 원료로 한 재료, 베지마이트, 마마이트 등의 효모를 원료로 한 재료가 이용하기도 한다.

## 같이 보기
- 초콜릿 스프레드